# Ганс-Георг фон Шарпантьє
Ганс-Георг фон Шарпантьє (нім. Hans-Georg von Charpentier; 16 липня 1902, Страсбург — 11 лютого 1945, Будапешт) — німецький офіцер, штурмбанфюрер СС. Кавалер Лицарського хреста Залізного хреста.

## Біографія
20 серпня 1933 року вступив в НСДАП (квиток №1 375 222), 1 травня 1935 року — в СС (посвідчення №258 019). З 7 листопада 1939 року служив в 1-му кінному полку «Мертва голова», з 5 грудня 1939 року — командир взводу 3-го ескадрону, з 15 серпня 1941 року — ад'ютант полку, з 15 грудня 1941 року — командир 3-го ескадрону. З листопада 1942 року — командир 18-го кінного полку СС 8-ї кавалерійської дивізії СС «Флоріан Гайєр». Загинув у бою під час оборони Будапешта. Похований на німецько-угорському військовому цвинтарі в Будайорші, точне розташування могили невідоме.

## Звання
- Унтерштурмфюрер СС (29 жовтня 1940)
- Оберштурмфюрер СС (15 липня 1941)
- Гауптштурмфюрер СС (16 березня 1942)
- Штурмбанфюрер СС (11 жовтня 1944)

## Нагороди
- Йольський свічник
- Німецький кінний знак в сріблі
- Залізний хрест
  - 2-го класу (16 серпня 1941)
  - 1-го класу (26 січня 1942)
- Нагрудний знак «За поранення» в сріблі
- Нагрудний знак «За участь у загальних штурмових атаках» (1 травня 1942)
- Медаль «За зимову кампанію на Сході 1941/42» (27 серпня 1942)
- Лицарський хрест Залізного хреста (29 грудня 1942)